# Cape Coast Municipal District
Der Cape Coast Municipal District ist einer von 13 Distrikten der Central Region von Ghana und liegt am Golf von Guinea. Cape Coast Municipal zählt zu den wenigen als municipal, also „städtisch“, eingeordneten der 138 Distrikte Ghanas. Diese Einordnung ergibt sich aus der dominierenden Stellung der Stadt Cape Coast innerhalb des Distrikts.

## Bevölkerung
In Cape Coast Municipal leben überwiegend Angehörige des Volkes der Fante, wobei sich in der Stadt Cape Coast ein größerer Anteil Ethnien anderer Teile Ghanas findet als im ländlichen Umland. Die Stadt Cape Coast ist die einzige der 72 Siedlungen des Distriktes mit urbanem Charakter, hier leben zwei Drittel der Bevölkerung des gesamten Distriktes.

## Geschichte
Der heutige Cape Coast Municipal District entspricht grob dem ehemaligen Fanti-Staat Fetu, von dem bereits die ersten europäischen Entdecker und Kaufleute an der Goldküste berichteten. Fetu war einer von etlichen Kleinstaaten der Fanti. Die Vorfahren der heutigen Bewohner waren im 14. Jahrhundert von Norden aus der Gegend von Techiman kommend hierhin gewandert. Ihre erste Gründung war der im Norden des Distriktes gelegene Ort Effutu, aus dessen Namen sich die Bezeichnung Fetu entwickelte. 1380 gründeten sie dann ein Fischerdorf mit Namen Oguaa (Fante für "Markt"), aus dem später Cape Coast entstand. 
Bereits die Portugiesen hatten hier in Oguaa/Cape Coast eine Handelsstation und die Niederländer errichteten 1638 eine Festung, das spätere Cape Coast Castle. AB 1664 war Cape Coast bis ins späte 19. Jahrhundert der Hauptsitz der Briten an der Goldküste. Näheres siehe im Kapitel Geschichte unter Cape Coast.
Das Gebiet des heutigen Distriktes gehörte sowohl der lockeren, ersten Fanti-Konföderation an, die sich um 1700 zum Schutz gegen das expandierende Aschantireich und das Reich Akyem entwickelt hatte, als auch der anti-kolonialen Fanti-Konföderation von 1868 bis 1872.

## Wirtschaft
Trotz der Dominanz von Cape Coast innerhalb des Distriktes sind 70 % der gewerblich aktiven Bevölkerung im Bereich Landwirtschaft (überwiegend Subsistenzwirtschaft) und Fischerei beschäftigt. Die Landwirtschaft hat dabei ihren Schwerpunkt im nördlichen Teil des Distriktes, Fischfang ist der wichtigste Faktor an der Küste. Etwa 70 bäuerliche Siedlungen gibt es im Distrikt.
Etwa zwei Drittel des kultivierbaren Landes wird zurzeit bearbeitet, Hauptprodukte sind Kochbananen, Yams, Mais und Kassawa. Daneben werden traditionell auch Kokospalmen gepflanzt und bewirtschaftet. In den 1980er und 1990er Jahren hat hier aber die im gesamten Küstenabschnitt ausgebrochene Cape Saint Paul Wilt-Krankheit einen verheerenden Rückschlag hervorgerufen, von dem sich die Küste erst langsam erholt. Einen gewissen Aufschwung hat in den vergangenen Jahren die Tierzucht (Hühner, Schafe, Ziegen u. a.) genommen.
Eine bescheidene Industrie erzeugt Seife und verarbeitet Palmöl und andere landwirtschaftliche Produkte. Erwähnenswert ist auch der Tourismus als Wirtschaftsfaktor.

## Bildung
Cape Coast ist innerhalb Ghanas bekannt als eine Stadt der Bildung. bereits 1862 gab es eine erste Secondary School in Cape Coast, und 1962 wurde hier die University of Cape Coast gegründet (vgl. auch Bildungseinrichtungen in Cape Coast).

## Klima und Umwelt
Die jahreszeitlichen Veränderungen im Klima werden im Distrikt weniger von Veränderungen in der (durchweg hohen) Temperatur als von dem Wechsel zwischen Regenzeit und Trockenzeit bestimmt.
Der ursprüngliche dichte Waldbewuchs ist aufgrund verschiedener menschlicher Einflüsse (Kultivierung, Holzkohlegewinnung u. a.) fast komplett verschwunden, nur im weniger dicht besiedelten nördlichen Bereich existiert noch Sekundärwald.

## Bedeutende Ortschaften

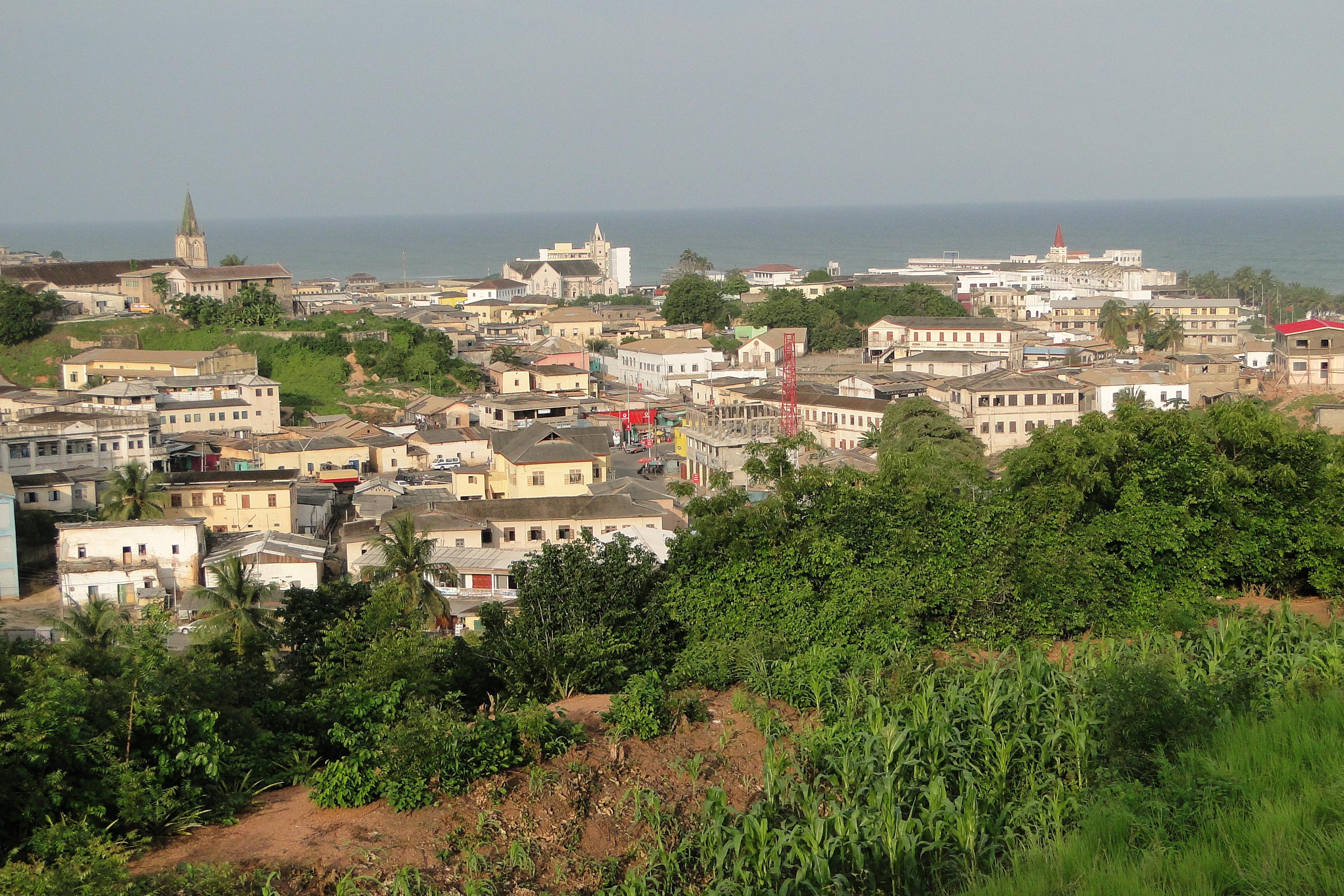
Blick auf Cape Coast

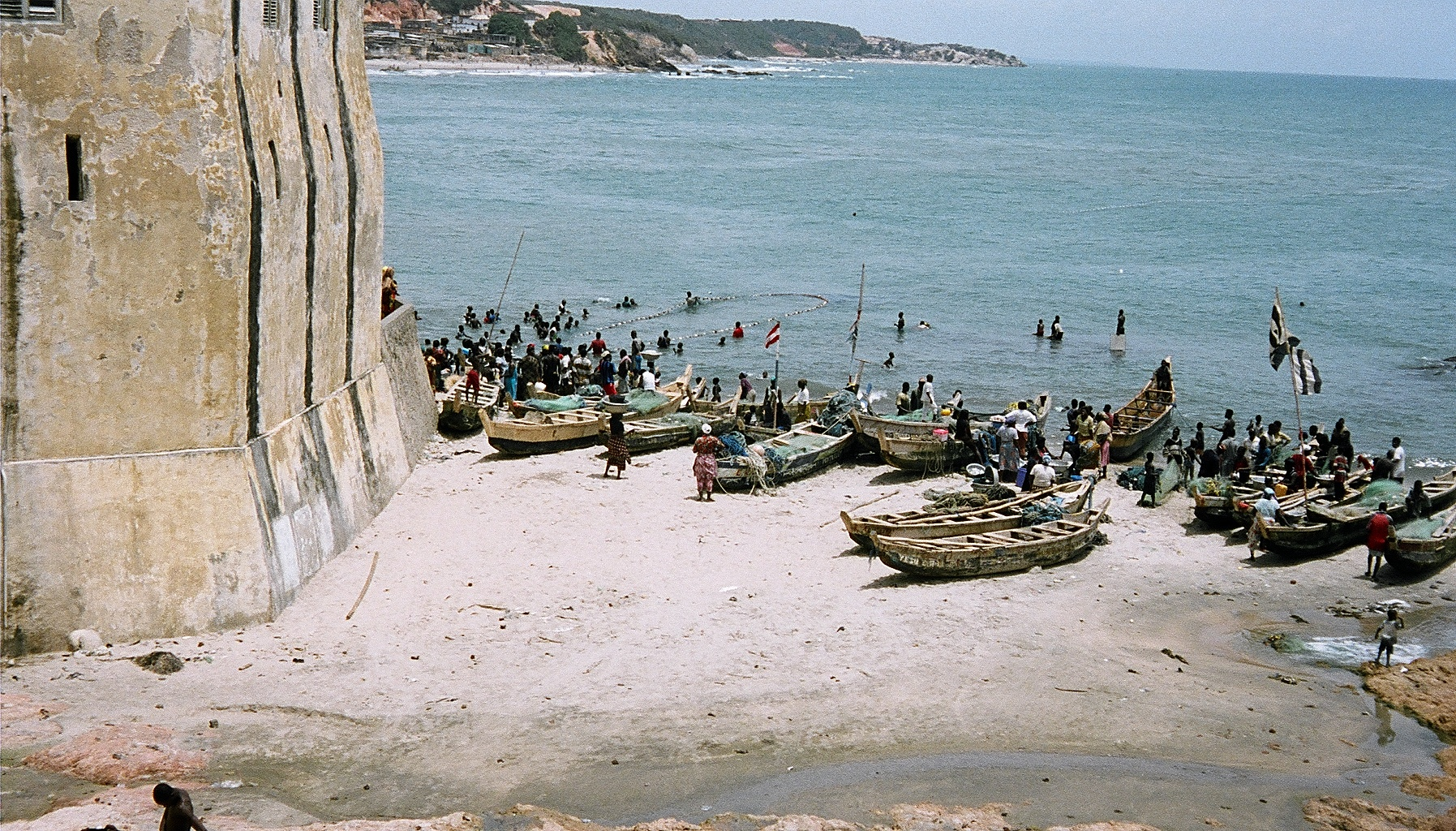
Fischerboote vor Cape Coast Castle

| Ort | Ort           | Bevölkerungszahl (2000) |
| --- | ------------- | ----------------------- |
| 1   | Cape Coast    | 82.000                  |
| 2   | Ekon          | 3.443                   |
| 3   | Nkanfoa       | 2.995                   |
| 4   | Kakomdo       | 2.628                   |
| 5   | Effutu        | 2.214                   |
| 6   | Apewosika     | 1.547                   |
| 7   | Ankaful       | 1.592                   |
| 8   | Kwaprow       | 1.473                   |
| 9   | Essuekyir     | 1.453                   |
| 10  | Akotokyere    | 1.605                   |
| 11  | Anto Esuakyir | 1.557                   |